# Henry Moseley
Henry Gwyn Jeffreys Moseley (Weymouth, 23 de novembro de 1887 — Galípoli, 10 de agosto de 1915) foi um físico britânico nascido na Inglaterra.

## Vida
Foi assistente de Ernest Rutherford. Descobriu, em 1913, uma relação entre o espectro de raios X de um elemento químico e seu número atômico. Foi o primeiro a conseguir determinar os números atômicos dos elementos com precisão. Mostrou que, quando os átomos eram bombardeados pelos raios catódicos, eles emitiam raios X, e, já que cada um tinha sua propriedade, determinava os valores dos números atômicos, e ainda previu lugares na tabela periódica para outros elementos, que foram descobertos anos mais tarde. Desta forma, a disposição dos elementos na tabela periódica ficou com um parâmetro mais adequado, que persiste até hoje. Cientistas posteriores foram determinando os números de prótons de outros elementos a partir desta técnica.
Ainda em 1913 enunciou a lei de Moseley, que estabelece a relação entre a frequência de um raio röntgen, emitido por um átomo, e os níveis de energia entre os quais um elétron salta. Moseley planejou continuar sua pesquisa sobre física em Oxford, assim renunciou a Manchester. Mas seus planos não seguiram em frente, pois, quando a Primeira Guerra Mundial estourou, ele decidiu se alistar no exército britânico. Morreu em combate em 1915, durante a Campanha de Galípoli, na Turquia.
Graças aos seus estudos a tabela periódica adquiriu sua forma definitiva. Algumas pessoas especularam que Moseley poderia ter sido laureado com o Nobel de Física de 1916, caso não houvesse morrido servindo o exército britânico.

### Morte
Em algum momento no primeiro semestre de 1914, Moseley renunciou ao cargo em Manchester, com planos de retornar a Oxford e continuar sua pesquisa em física lá. No entanto, a Primeira Guerra Mundial estourou em agosto de 1914, e Moseley recusou a oferta de emprego para se alistar nos Engenheiros Reais do Exército Britânico. Sua família e amigos tentaram convencê-lo a não se juntar, mas ele achou que era seu dever.  Moseley serviu como oficial técnico em comunicações durante a Batalha de Gallipoli, na Turquia, começando em abril de 1915, onde foi morto por um franco-atirador em 10 de agosto de 1915.

## Trabalho científico
Experimentando com a energia das partículas beta em 1912, Moseley mostrou que altos potenciais eram atingíveis a partir de uma fonte radioativa de rádio, inventando assim a primeira bateria atômica, embora ele fosse incapaz de produzir o 1MeV necessário para parar as partículas.
Em 1913, Moseley observou e mediu os espectros de raios-X de vários elementos químicos (principalmente metais) que foram encontrados pelo método de difração através de cristais. Este foi um uso pioneiro do método de espectroscopia de raios-X na física, usando a lei de difração de Bragg para determinar os comprimentos de onda dos raios-X. Moseley descobriu uma relação matemática sistemática entre os comprimentos de onda dos raios-X produzidos e os números atômicos dos metais usados como alvos em tubos de raios-X. Isso se tornou conhecido como lei de Moseley.
Antes da descoberta de Moseley, os números atômicos (ou número elementar) de um elemento eram pensados como um número sequencial semi-arbitrário, com base na sequência de massas atômicas, mas modificados um pouco onde os químicos consideraram essa modificação desejável, como por o químico russo, Dmitri Ivanovich Mendeleev. Em sua invenção da Tabela Periódica dos Elementos, Mendeleev havia trocado as ordens de alguns pares de elementos para colocá-los em lugares mais apropriados nesta tabela dos elementos. Por exemplo, os metais cobalto e níquel foram atribuídos aos números atômicos 27 e 28, respectivamente, com base em suas propriedades químicas e físicas conhecidas, embora tenham quase as mesmas massas atômicas. Na verdade, a massa atômica do cobalto é ligeiramente maior que a do níquel, o que os teria colocado em ordem inversa se tivessem sido colocados na Tabela Periódica às cegas de acordo com a massa atômica. Os experimentos de Moseley em espectroscopia de raios-X mostraram diretamente de sua física que cobalto e níquel têm os diferentes números atômicos, 27 e 28, e que eles são colocados na Tabela Periódica corretamente pelas medições objetivas de Moseley de seus números atômicos. Portanto, a descoberta de Moseley demonstrou que os números atômicos dos elementos não são apenas números arbitrários, mas sim, tem base na química e na intuição dos químicos.
Além disso, Moseley mostrou que havia lacunas na sequência do número atômico nos números 43, 61, 72 e 75. Esses espaços são agora conhecidos, respectivamente, por serem os locais dos elementos sintéticos radioativos tecnécio e promécio, e também os últimos dois elementos estáveis bastante raros que ocorrem naturalmente háfnio (descoberto em 1923) e rênio (descoberto em 1925). Nada se sabia sobre esses quatro elementos durante a vida de Moseley, nem mesmo sua existência. Com base na intuição de um químico muito experiente, Dmitri Mendeleev previu a existência de um elemento ausente na Tabela Periódica, que mais tarde foi encontrado para ser preenchido por tecnécio, e Bohuslav Braunerhavia previsto a existência de outro elemento ausente nesta tabela, que mais tarde foi encontrado para ser preenchido por promécio. Os experimentos de Henry Moseley confirmaram essas previsões, mostrando exatamente quais eram os números atômicos ausentes, 43 e 61. Além disso, Moseley previu a existência de mais dois elementos não descobertos, aqueles com os números atômicos 72 e 75, e deu evidências muito fortes de que não havia outras lacunas na Tabela Periódica entre os elementos alumínio (número atômico 13) e ouro (número atômico 79).
Esta última questão sobre a possibilidade de mais elementos não descobertos ("ausentes") tinha sido um problema permanente entre os químicos do mundo, particularmente devido à existência da grande família da série de lantanídeos de elementos de terras raras. Moseley conseguiu demonstrar que esses elementos de lantanídeos, ou seja, lantânio até lutécio, devem ter exatamente 15 membros - nem mais nem menos. O número de elementos nos lantanídeos era uma questão que estava muito longe de ser resolvida pelos químicos do início do século XX. Eles ainda não podiam produzir amostras puras de todos os elementos de terras raras, mesmo na forma de seus sais, e em alguns casos eles foram incapazes de distinguir entre misturas de dois elementos de terras raras muito semelhantes (adjacentes) dos metais puros próximos na Tabela Periódica. Por exemplo, havia um assim chamado "elemento" que até recebeu o nome químico de "Didymium". Alguns anos depois, descobriu-se que "Didymium" era simplesmente uma mistura de dois elementos genuínos de terras-raras, e a eles foram dados os nomes de neodímio e praseodímio, que significa "novo gêmeo" e "gêmeo verde". Além disso, o método de separação dos elementos de terras raras pelo método de troca iônica ainda não havia sido inventado na época de Moseley.
O método de Moseley na espectroscopia de raios-X inicial foi capaz de resolver os problemas químicos acima imediatamente, alguns dos quais ocuparam os químicos por vários anos. Moseley também previu a existência do elemento 61, um lantanídeo cuja existência não era suspeitada anteriormente. Alguns anos depois, esse elemento 61 foi criado artificialmente em reatores nucleares e recebeu o nome de promécio.

### Contribuição para a compreensão do átomo
Antes de Moseley e sua lei, os números atômicos eram considerados um número de ordenação semi-arbitrário, aumentando vagamente com o peso atômico, mas não estritamente definido por ele. A descoberta de Moseley mostrou que os números atômicos não foram atribuídos arbitrariamente, mas sim, eles têm uma base física definida. Moseley postulou que cada elemento sucessivo tem uma carga nuclear exatamente uma unidade maior que seu predecessor. Moseley redefiniu a ideia de números atômicos de seu status anterior como uma etiqueta numérica ad hoc para ajudar a classificar os elementos em uma sequência exata de números atômicos ascendentes que tornava a Tabela Periódica exata. (Esta viria a ser a base do princípio de Aufbau nos estudos atômicos.) Conforme observado por Bohr, a lei de Moseley forneceu um conjunto experimental de dados razoavelmente completo que apoiou a concepção (nova de 1911) de Ernest Rutherford e Antonius van den Broek do átomo, com um núcleo carregado positivamente rodeado por elétrons carregados negativamente em que o número atômico é entendido como o exato número físico de cargas positivas (mais tarde descobertas e chamadas de prótons) nos núcleos atômicos centrais dos elementos. Moseley mencionou os dois cientistas acima em seu artigo de pesquisa, mas na verdade não mencionou Bohr, que era bastante novo na cena então. A modificação simples das fórmulas de Rydberg e Bohr foi encontrada para dar justificativa teórica para a lei derivada empiricamente de Moseley para determinar os números atômicos.

### Uso de espectrômetro de raios-X

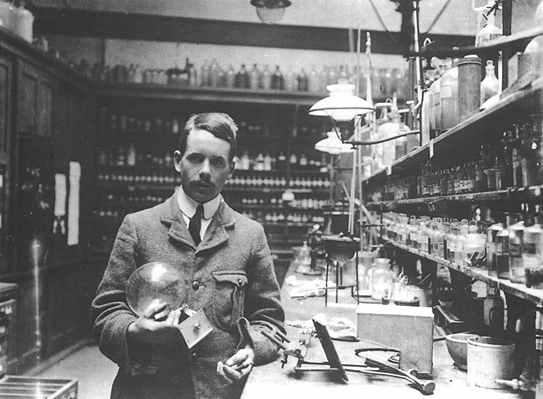
Moseley nos Laboratórios Balliol-Trinity em 1910

Os espectrômetros de raios-X são os alicerces da cristalografia de raios-X. Os espectrômetros de raios X, como Moseley os conhecia, funcionavam da seguinte maneira. Foi usado um tubo de elétrons com bulbo de vidro, semelhante ao segurado por Moseley na foto aqui. Dentro do tubo evacuado, os elétrons foram disparados contra uma substância metálica (ou seja, uma amostra do elemento puro no trabalho de Moseley), causando a ionização dos elétrons das camadas internas do elemento. A repercussão dos elétrons nesses buracos nas camadas internas causa a seguir a emissão de fótons de raios-X que eram conduzidos para fora do tubo em semi-feixe, através de uma abertura na blindagem externa de raios-X. Estes são difratados em seguida por um cristal de sal padronizado, com resultados angulares lidos como linhas fotográficas pela exposição de um filme de raios-X fixado do lado de fora do tubo de vácuo a uma distância conhecida. A aplicação da lei de Bragg (após algumas suposições iniciais das distâncias médias entre os átomos no cristal metálico, com base em sua densidade) a seguir permitiu que o comprimento de onda dos raios X emitidos fosse calculado.

Moseley participou do projeto e desenvolvimento dos primeiros equipamentos de espectrometria de raios-X, aprendendo algumas técnicas de William Henry Bragg e William Lawrence Bragg na Universidade de Leeds, e desenvolvendo outras ele mesmo. Muitas das técnicas de espectroscopia de raios-X foram inspirado pelos métodos que são utilizados com luz visível espectroscópios e espectrogramas, por cristais, substituindo ionização câmaras, e placas fotográficas para os seus análogos em luz espectroscopia. Em alguns casos, Moseley achou necessário modificar seu equipamento para detectar particularmente suave [baixa frequência] Raios-X que não podiam penetrar no ar ou no papel, trabalhando com seus instrumentos em uma câmara de vácuo.